# トリプシン
トリプシン（trypsin, EC.3.4.21.4）はエンドペプチダーゼ、セリンプロテアーゼの一種である。膵液に含まれる消化酵素の一種で、塩基性アミノ酸（リシン、アルギニン）のカルボキシ基側のペプチド結合を加水分解する。語源は、ギリシャ語の“tripsis(摩擦、粉砕)”に由来する。
膵臓からトリプシノーゲンとして分泌され、エンテロキナーゼ（自家加水分解）によりαトリプシン及びβトリプシンとなる。また、キモトリプシノーゲンを一部加水分解しキモトリプシンとするのに必要な酵素である。トリプシンインヒビター（アンチトリプシンやオボムコイド）によって阻害を受ける。
ヒトトリプシンの場合、コードしている遺伝子は第7染色体のq32-q36のTRY1。
ヒトではトリプシンの最適pHは8 - 9程度の弱塩基性である。